# HABAKA Madagascar Innovation Hub
 (octobre 2014).
HABAKA Madagascar Innovation Hub est un organisme communautaire destiné à l'innovation et la communauté technologiques à Madagascar.
Le nom Habaka signifie espace en malgache. Habaka est un espace physique qui regroupe les talents et les activités technologiques à Madagascar. Le projet met en place un certain nombre d'initiatives visant à construire un écosystème autour de l'entrepreneuriat et l'innovation technologiques à Madagascar.
Ce nom a été donné par Juliette Ratsimandrava, directrice des langues à l'Académie Malgache pour définir les activités en ligne et virtuelle en langue Malgache.
Les activités de Habaka gravitent autour de la mise en place d'une organisation d’évènements sur l'entrepreneuriat et les nouvelles technologies, ainsi que l'Incubation de Startups.

## Contexte
Habaka, anciennement dénommé Malagasy i-Hub, est un projet né en 2011, initié à la base par des acteurs indépendants du web malgache (blogueurs et travailleurs indépendants dans le numérique), notamment Harinjaka Ratozamanana, Thierry Ratsizehena, HeryZo Rakotondramanana ou encore Sahaza Marline.
Habaka se positionne aussi bien sur les évènements technologiques sur la scène locale mais aussi régionale et internationale.
Habaka est membre d'Afrilabs, un réseau panafricain de 174 tech hubs d'innovation répartis dans 45 pays d'Afrique.
Habaka est représentant national des journées des entrepreneurs à Madagascar (en).
Habaka reste convaincu que Madagascar a sa carte à jouer dans le domaine des nouvelles technologies, notamment pour apporter des solutions aux défis majeurs du pays, mais aussi de placer la grande île sur l’échiquier mondial de l’innovation et l'entrepreneuriat.

## Objectifs
L’ONG Habaka vise à regrouper la communauté technologique malagasy (blogueurs, entrepreneurs dans les nouvelles technologies, développeurs, technophiles et passionnés, etc.) autour des activités dont elle fait la promotion.
Habaka est né de la volonté de mettre en commun des compétences pour apporter un nouveau souffle au secteur des nouvelles technologies à Madagascar, mais aussi de diffuser la culture web et technologique.

## Produits
- Le coworking : la gestion d’un espace physique de travail collaboratif de 300 m2, destiné aux travailleurs indépendants du web et des nouvelles technologies à Antananarivo, sis à Tsimbazaza (enceinte CIDST). Habaka ambitionne de créer le premier pôle dédié aux nouvelles technologies à Madagascar appelé inofficiellement Silicon Island.
- L’évènementiel : l’organisation de rencontres technologiques et d’évènements axés sur les nouvelles technologies, l'innovation et l'entrepreneuriat technologique (conférences, Café TIC, barcamps, concours/challenges, évènements sous licence internationale, etc.) ;
- La formation et l'Incubation des startups : le développement des compétences dans les nouvelles technologies et internet par l’organisation de formations thématiques régulières, formation dès le plus jeune âge cas de CoderDojo Madagascar, un mouvement mondial regroupant des clubs dans toute l'île permettant aux jeunes malgache d’apprendre à coder et à programmer gratuitement grâce à l'appui de bénévoles.

## Événements organisés
- 2015
  - Participation à Global Entrepreneurship Congress 2015 à Milan
  - Global Entrepreneurship Summit à Nairobi, Kenya
- 2014
  - Promotion de l'Innovation Prize for Africa
  - Hôte officiel de Global Entrepreneurship Week à Madagascar 2014
  - Science Hack Day (en) Antananarivo 2014
  - Startup Cup Antananarivo 2014
  - Sélection locale du concours Webcup 2014
- 2013
  - Première participation et réintégration de Madagascar au Global Entrepreneurship Congress à Moscou
  - Hôte officiel de Global Entrepreneurship Week (en) à Madagascar 2013
  - Sélection locale du concours Webcup 2013
  - Sélection locale du concours hackathon pour primer les solutions technologiques à destination du monde agricole en Afrique Agrihack Championship ICT4Ag 2013
  - Première édition de Startup Weekend Antananarivo
  - CaféTIC